# 岐阜県道168号屋井黒野線

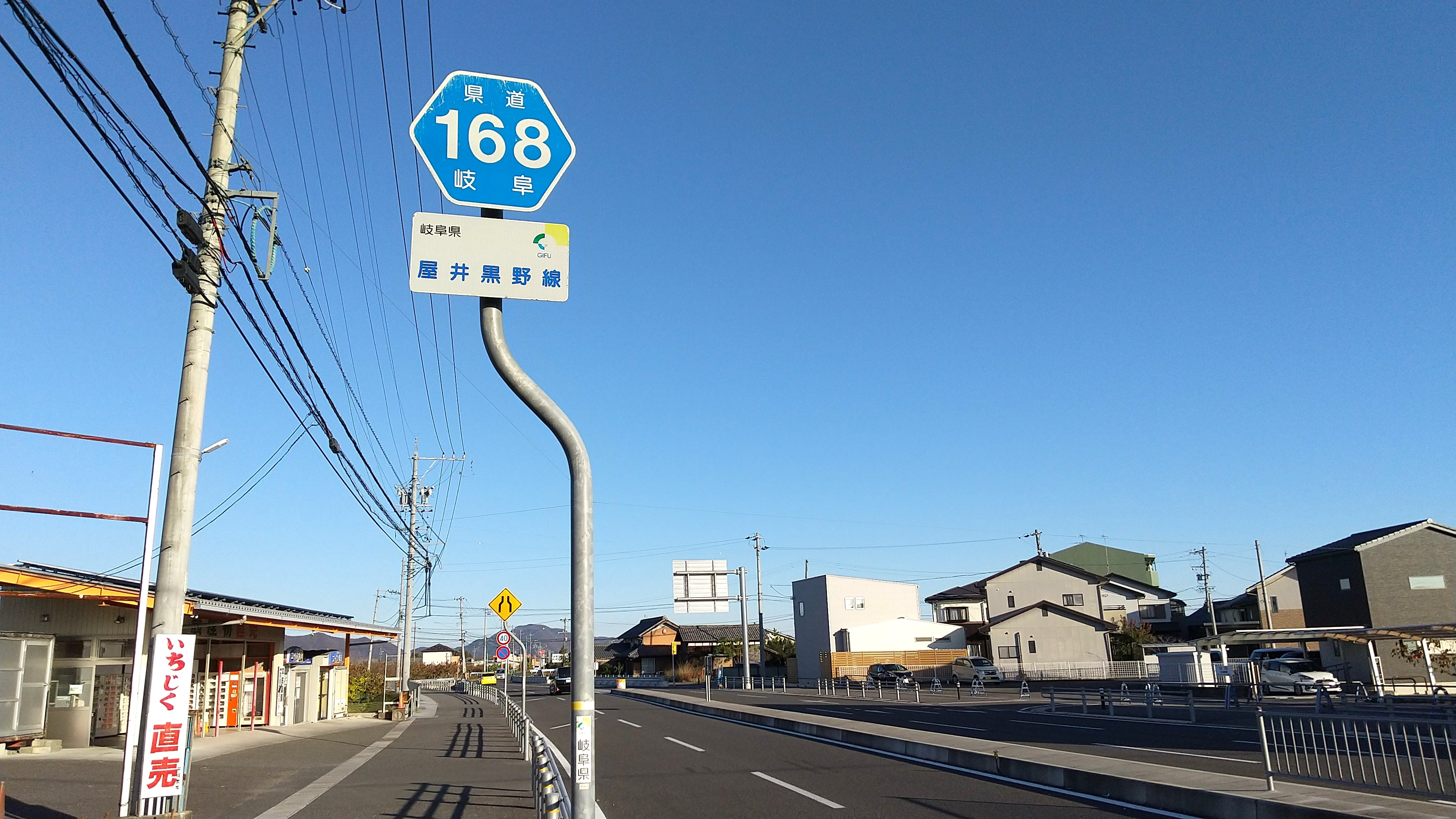
本巣市三橋

岐阜県道168号屋井黒野線（ぎふけんどう168ごう やいくろのせん）は、岐阜県本巣市屋井と同県岐阜市黒野を結ぶ一般県道である。

## 概要

### 路線データ
- 起点：岐阜県本巣市屋井[1]（旧国道303号交点）
- 終点：岐阜県岐阜市黒野[1]（岐阜県道91号岐阜美山線交点）
- 延長：

起点は旧国道303号の旧薮川橋東詰である。

## 歴史
1977年（昭和52年）2月27日の岐阜県告示第120号により、岐阜県道に認定された。

## 路線状況

### 重複区間
- 岐阜県道173号文殊茶屋新田線（本巣市北野 - 岐阜市 小西郷2交差点）

## 地理
起点付近に根尾川（揖斐川支流）が流れる。

### 通過する自治体
- 岐阜県
  - 本巣市
  - 岐阜市

### 主な接続道路
- 岐阜県道169号石神七五三線（本巣市屋井）
- 岐阜県道156号曽井中島美江寺大垣線（本巣市見延）
- 国道157号（本巣市 三橋北交差点）[2]
- 岐阜県道173号文殊茶屋新田線（本巣市北野、岐阜市 小西郷2交差点）
- 岐阜県道91号岐阜美山線（岐阜市黒野南）

### 周辺
- モレラ岐阜
- 樽見鉄道樽見線 糸貫駅
- 本巣市立席田小学校[3]
- 岐阜市立岐阜特別支援学校
- 岐阜市西部事務所
- 黒野城跡